# 우림

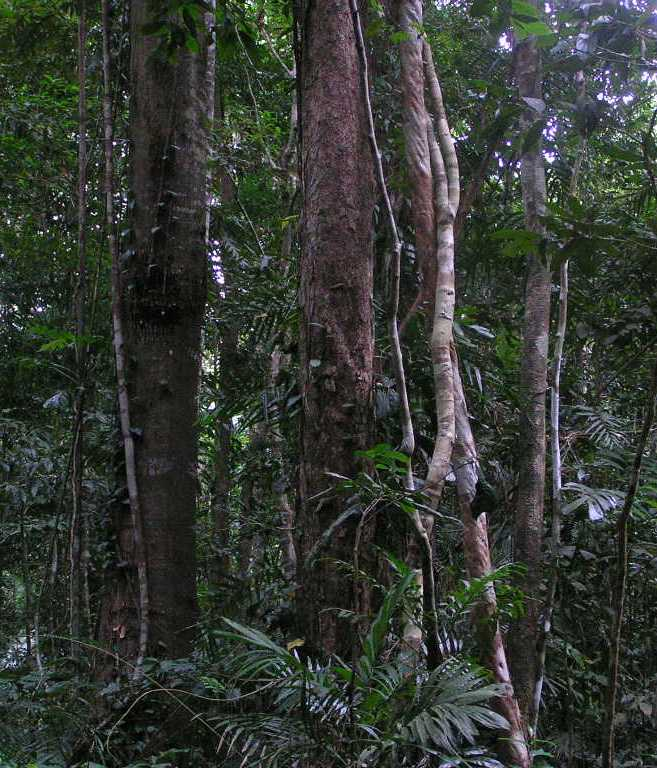
오스트레일리아 퀸즐랜드주에 있는 데인트리 우림.

우림(雨林)은 비가 많이 내리는 것이 특징인 숲을 말한다. 더 정확히 말해, 적어도 1750~2000 mm (68~78 인치)의 연간 강수량을 갖는 지역을 말한다.
우림에는 지구에서 살고 있는 동식물종의 3분의 2가 살고 있다. 아직 밝혀지지 않은 몇 백 종의 식물, 곤충, 미생물이 살고 있는 것으로 예측하고 있다. 열대우림은 "지구의 보석", "세계에서 가장 큰 약국"으로 불리고 있다. 왜냐하면 많은 수의 약을 그 곳에서 볼 수 있기 때문이다.

## 종류
- 열대우림: 적도 가까이에 있는 열대 기후에 처한 우림이다. 열대우림은 지구의 허파라고 불렸지만 지금은 광합성을 통해 대기에 순수 산소를 거의 기여하지 못하는 것으로 알려져 있을만큼 위기에 처해 있다.[1][2]
- 아마존우림: 아마존강 인근의 열대우림이다. 스페인어로 셀바스라고도 한다.
- 온대우림: 온대 기후의 지역에 있는 우림이다.

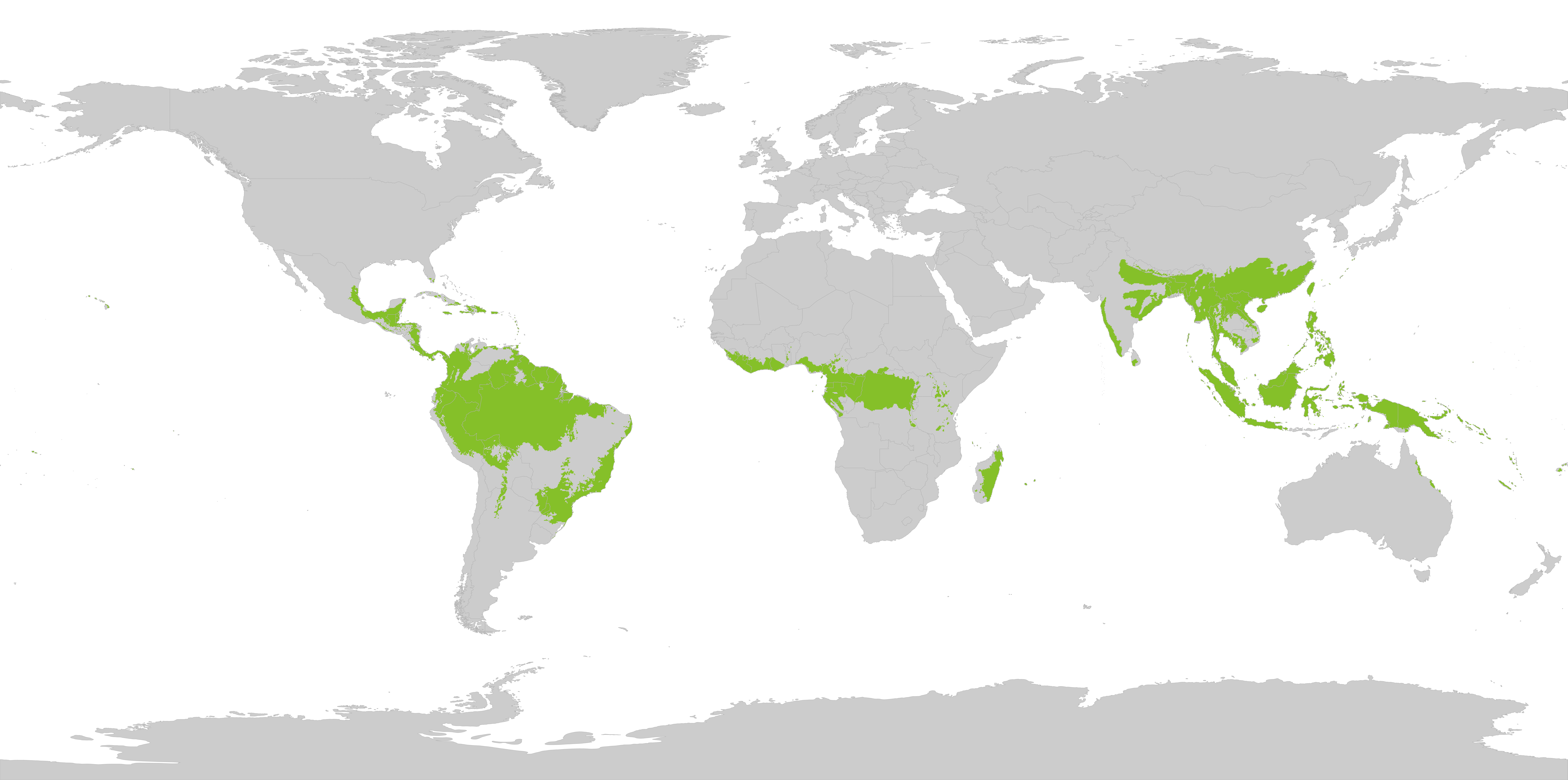
열대우림의 일반적인 분포
온대우림의 일반적인 분포

## 같이 보기
- 밀림